# Simon Kollerup

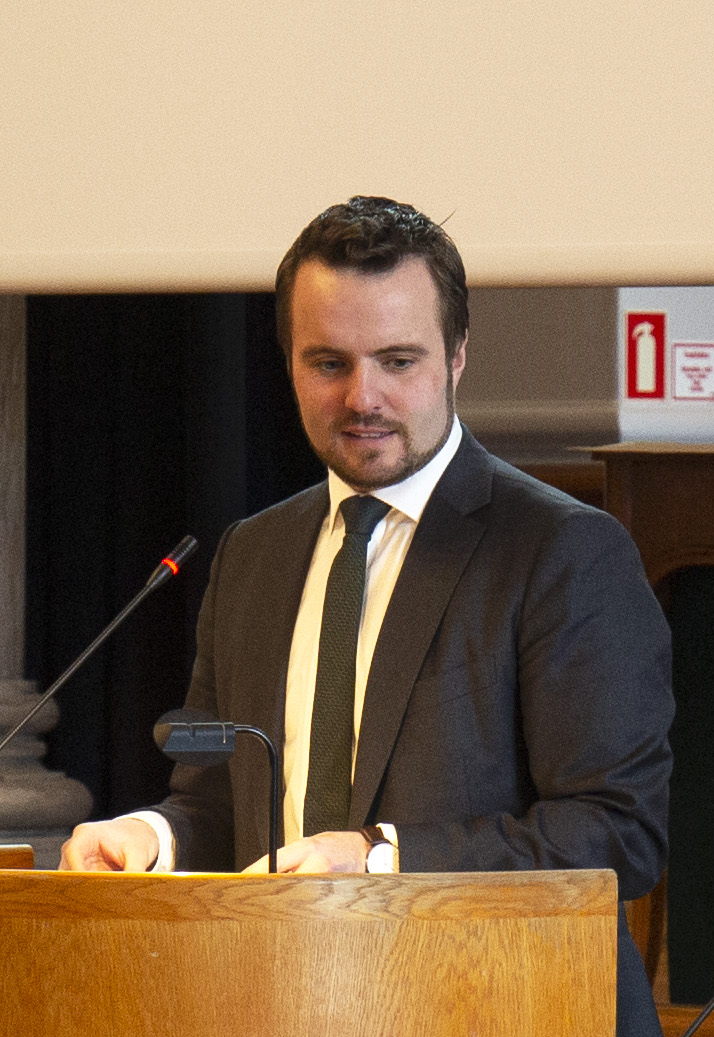
Simon Kollerup, 2020

Simon Kollerup (* 20. Mai 1986) ist ein dänischer Politiker der Socialdemokraterne. Seit 2011 ist er Abgeordneter im Folketing. Von Juni 2019 bis Dezember 2022 war er der Handelsminister seines Landes.

## Leben
Kollerup wuchs in Lild Strand auf. Nachdem er im Jahr 2005 seine gymnasiale Ausbildung abschloss, leistete er im Jahr 2006 seine Wehrpflicht bei den dänischen Luftstreitkräften. Bereits während seiner Schulzeit war er in der Jugendorganisation Danmarks Socialdemokratiske Ungdom engagiert. Von 2006 bis 2011 studierte er Politikwissenschaft an der Universität Kopenhagen. Als studentische Hilfskraft arbeitete er von 2008 bis 2010 im dänischen Außenministerium. In Kopenhagen war Kollerup 2009 als Pressesprecher seiner Partei tätig. Zwischen 2010 und 2011 war er als Berater des damaligen Kopenhagener Oberbürgermeisters Frank Jensen tätig.
Bei der Wahl im September 2011 zog er erstmals ins dänische Nationalparlament Folketing ein. Kollerup war dabei für den Wahlkreis Nordjütland angetreten. Von 2011 bis 2015 war er der kommunalpolitische Sprecher der Sozialdemokraten, von 2015 bis 2016 der Sprecher für Umwelt und von 2015 bis 2019 der für Landwirtschaft, Lebensmittel, Tierwohl und Fischerei.
Am 27. Juni 2019 wurde er zum Handelsminister in der Regierung Frederiksen I ernannt. Seine Amtszeit endete mit der Bildung der Regierung Frederiksen II am 15. Dezember 2022.